# Európio
O európio (homenagem ao continente Europeu) é um elemento químico de símbolo Eu, de número atômico 63 (63 prótons e 63 elétrons) que apresenta massa atómica 152 u. É um metal de transição interna fazendo parte do grupo das terras raras (lantanídios).
À temperatura ambiente, o európio encontra-se no estado sólido. É branco prateado, bastante dúctil, e é o mais reativo das terras raras. Como elemento metálico apresenta, por enquanto, nenhuma aplicação. Entretanto, o seu óxido é usado em cinescópios de televisores em cores. O európio foi descoberto em 1901 por Eugène-Anatole Demarçay.

## Características principais
O európio é o mais reativo dos elementos terras raras ; oxida-se rapidamente com o ar, e assemelha-se ao cálcio na sua reação com a água. Como outras terras raras ( a exceção do lantânio ), o európio inflama-se com o ar entre 150 °C e 180 °C, aproximadamente. Apresenta uma ductilidade muito alta e é aproximadamente tão duro quanto o chumbo.
Tem um magnetismo elevado, em condições normais de temperatura e pressão. Cientista demonstraram que este elemento possui supercondutividade a temperaturas de –271,35 ºC e pressões de 80 gigapascal.

## Aplicações
- Existe uma aplicação pouco conhecida para o elemento, sendo ela o uso deste em uma fórmula de estrôncio, alumínio, oxigênio e disprósio nos lumes de relógios moderno, sendo usado também para dopar alguns tipos de plásticos para a fabricação de lasers.
- Usado em lumes de relógios modernos (da marca Seiko) como iluminação super brilhante, Lume Brite, com a seguinte fórmula: (SrAl2O4 + Eu + Dy).[2]
- usado como dopante para a produção de filmes de óxido de zinco.
- Devido a sua capacidade de absorver nêutrons, este metal está sendo estudado para uso em reatores nucleares.
- O óxido de európio (Eu2O3) é extensivamente usado como componente do fósforo vermelho usado em cinescópios de televisores a cores, e como um ativador de fósforos de ortovanadato de ítrio. Também é usado como um agente para a produção de vidros fluorescentes.

## História
O európio foi encontrado inicialmente por Paul Émile Lecoq de Boisbaudran em 1890, obtendo um concentrado de samário e gadolínio, observando linhas espectrais que não pertenciam a nenhum destes dois elementos. Entretanto, a descoberta é geralmente creditada ao químico francês Eugène-Antole Demarçay que, em 1896, suspeitou que as amostras de um elemento recentemente descoberto (samário) foram contaminadas com um elemento desconhecido. Ele isolou este elemento em 1901. O novo elemento foi denominado de európio, em homenagem ao continente europeu.
Como é um metal difícil de ser isolado, o elemento európio puro só foi obtido recentemente.

## Ocorrência e obtenção
O európio nunca é encontrado livre na natureza, porém existem muitos minerais que contem este elemento. As fontes mais importantes são os minerais bastnasita e a monazita. O európio foi identificado no espectro do sol, e em determinadas estrelas.
É produzido em cadinho, sob vácuo, aquecendo uma mistura de óxido de európio ( Eu203 ) com 10% de lantânio.

## Compostos
- Fluoretos: EuF2 e EuF3
- Cloretos: EuCl2 e EuCl3
- Brometos: EuBr2 e EuBr3
- Iodetos: EuI2 e EuI3
- Óxidos: Eu2O3 e Eu3O4
- Sulfetos: EuS
- Selenetos: EuSe
- Teluretos: EuTe
- Nitretos: EuN

## Isótopos
O európio natural é composto por 2 isótopos estáveis: 151-Eu e 153-Eu, sendo o 153-Eu o mais abundante ( 52.2% de abundância natural ). 35 radioisótopos foram identificados, sendo os mais estáveis o 150-Eu com uma meia-vida de 36.9 anos, 152-Eu com meia-vida de 13.516 anos, e 154-Eu com meia-vida de 8.593 anos. Todos os demais isótopos radioativos possuem meias-vidas inferiores a 4.7612 anos, e a maioria destes com menos de 12.2 segundos. Este elemento tem 8 metaestados, sendo os mais estáveis 150m-Eu ( t½ 12.8 horas ), 152m1-Eu ( t½ 9.3116 horas ) e 152m2-Eu ( t½ 96 minutos ).
O principal modo de decaimento anterior ao isótopo estável mais abundante, 153-Eu, é a captura eletrônica, e o principal modo posterior é a emissão beta menos. Os produtos de decaimento primários anteriores ao 153-Eu são os isótopos do elemento samário e os produtos primários posteriores são os isótopos do elemento gadolínio.

## Precauções
A toxicidade dos compostos do európio não foi ainda investigada inteiramente, porém não existe nenhuma indicação que o európio seja altamente tóxico comparado a outros metais pesados. O pó do metal apresenta o perigo de ser inflamável e sujeito a explosão.
O európio não apresenta nenhum papel biológico conhecido.